# サッカーエラン・バニン代表
サッカーエラン・バニン代表（サッカーエラン・バニンだいひょう）は、マン島のサッカーナショナルチームである。マン島代表は、FIFA、UEFAに加盟していないため、ワールドカップや、EUROに参加することはできない。

## 歴史
マン島には、1993年に創設されたサッカーマン島代表が既に存在していた。このチームも、FIFA及びUEFAに所属していないため、ワールドカップやEUROに出場することができなかった。その上、NF-Boardにも加盟していなかったため、国際アイランドゲームズ協会主催のアイランドゲームズでの対戦に限られていた。
2013年にConIFAが創設されると、従来のマン島代表に対抗してマン島国際サッカー連盟（MIFA）なるサッカー協会を新たに設立し、マン島出身者のみにチームに加入できるようにした。これはFIFA資格規定（en:FIFA eligibility rules）に則ったものであり、マン島代表がマン島サッカーリーグに所属していれば国籍を問わずにチームに加入できたのとは正反対の措置であった。MIFAとマン島サッカー協会との間で了解覚書が交わされた後、マン島内に2つのサッカー協会が並立する状況の中、2014年4月6日にダグラスにて、モナコと初の国際試合を行った。その試合で10-0と大勝し、上々のスタートを切った。
2014年に開催されたConIFAワールドフットボール・カップでは、事前にクリス・バス監督が米国やイギリス本土よりマン島出身者に連絡を取って、代表選手を選抜。開催半年前の2013年のクリスマスより練習を重ねた。その甲斐あって、本番では快進撃を続けた。グループリーグでナゴルノ・カラバフに3-2で逆転勝ちを収めると，カウンテア・デ・ニッサを4-2と破り、首位で決勝トーナメントに進出。決勝トーナメント初戦（準々決勝）でクルディスタンを1-1（PK戦4-2）で退けると、準決勝ではアラメア・スルヨエに4-1と快勝した。6月8日に行われた決勝では、カウンテア・デ・ニッサとの再戦となり0-0の末にPK戦で3-5で敗れたが、低かった前評判を覆して準優勝という結果を残した。表彰式では、国内の政情不安を乗り越えて大会に参加したダルフールに敬意を表し、ダルフール代表のユニフォームを着て、式に参加する粋な演出も見せた。

## 選手
- ジャック・マクヴィ（MF）
- カラム・モリッシー（FW）